# ワイメア・ベイ

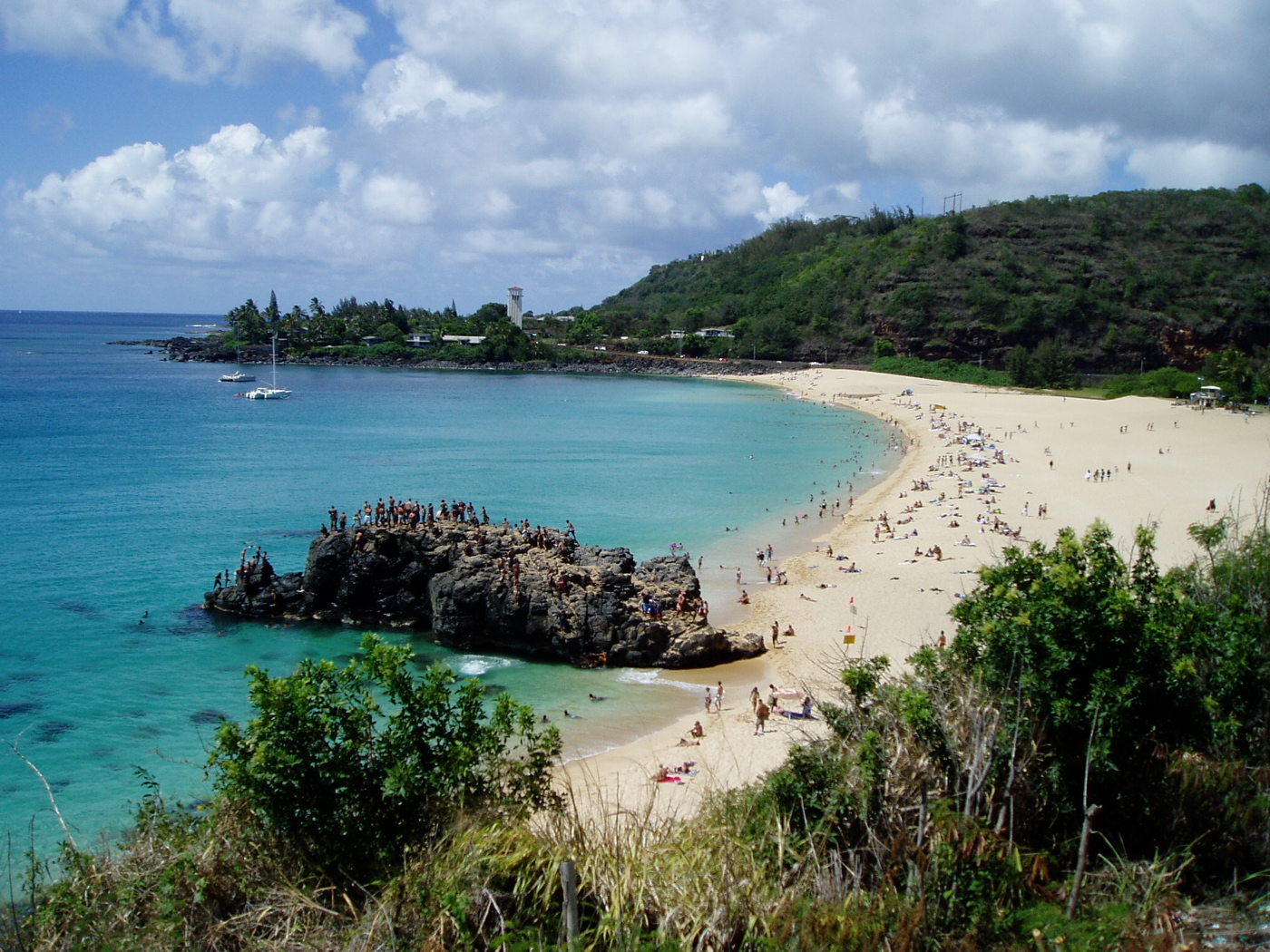
カメハメハ・ハイウェイから見下ろしたワイメア・ベイ、2007年。

ワイメア・ベイ (Waimea Bay) とはアメリカ合衆国ハワイ州ホノルル郡ハレイワの地名である。

## 概要
オアフ島北岸、ワイメア川の河口に形成された入り江がワイメア・ベイである。ワイメアとはハワイ語で「赤い水」という意味である。入り江を見下ろす丘の上にはプウ・オ・マフカ・ヘイアウが存在している。冬期には高さ数メートル以上の巨大な波が押し寄せ、バンザイ・パイプラインやサンセット・ビーチなどと並び、世界最高のサーフィンの舞台として知られている。特に「ビッグウェーヴ・サーフィン」においては、カリフォルニア州の「マーヴェリックス」、タヒチの「チョープー」、マウイの「ジョーズ」などと並ぶ最も有名なサーフ・ポイントである。

## 歴史
ヘイアウの存在からも分かるように、この地は古代から先住ハワイ人の聖地の一つであったが、その詳しい歴史は知られていない。
ワイメア・ベイが記録に登場するのは1779年2月、イギリス海軍軍艦レゾリューション号が投錨した地としてである。レゾリューション号はもともとキャプテン・クックの艦隊の船であったが、この月クックがハワイ島で殺害されていた為、レゾリューション号を指揮していたのは後任のクラークであった。
1960年代にはこの一帯は知る人ぞ知る隠れたサーフィンの穴場であったが、アメリカ合衆国で巻き起こったサーフィン・ブームとともにサーファーが押し寄せるようになった。しかし無謀なサーファーが数多く水死した為、ホノルル郡当局はついに専任のライフガードを置くことを決定。この時に採用されたライフセーバーの一人がエディ・アイカウである。以後、エディ・アイカウは1978年の悲劇的な死の直前までワイメア・ベイのライフガードとして数多くの人命を救い、「ワイメア・ベイの王」と呼ばれた。
1980年代後半からはビッグウェーヴ・サーフィンの大会「クイックシルヴァー・イン・メモリー・オブ・エディ・アイカウ」の会場として使用されている。この大会は20フィート以上の大波が立った時にしか開催されないことから、「The Bay calls the day」（その日がいつなのかはベイが決めるのさ）と言われている。

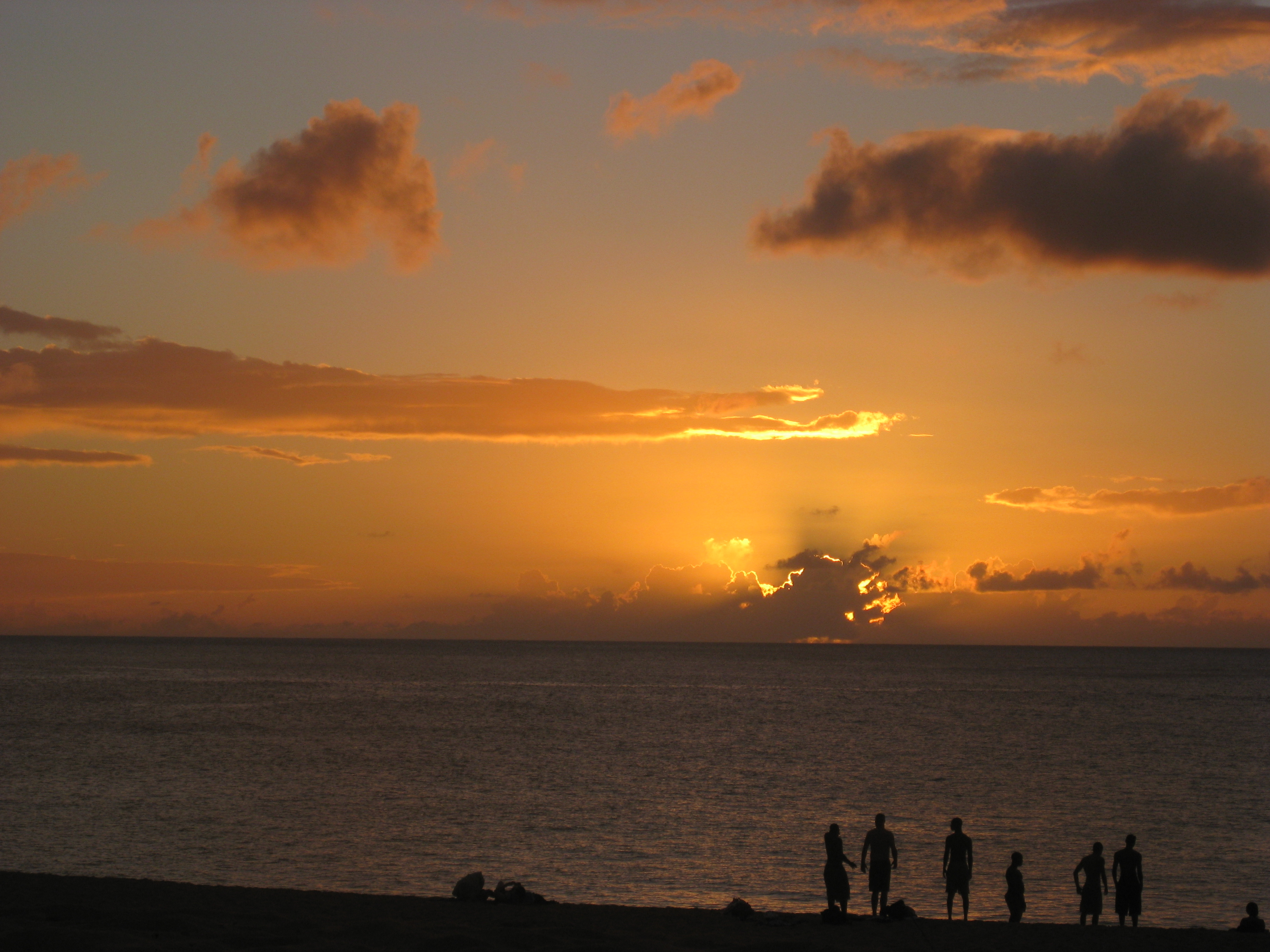
ワイメア・ベイの夕日、2008年。